# Trachycystis placenta
Trachycystis placenta é uma espécie de gastrópode da família Charopidae.
É endémica da África do Sul.
Os seus habitats naturais são: florestas subtropicais ou tropicais húmidas de baixa altitude.
Está ameaçada por perda de habitat.